# 苏州城区主要道路列表

## 南北向道路

### 新区
- 金枫路
- 珠江路
- 长江路
- 塔园路
- 滨河路

### 金阊区
- 西环路
- 桐泾北路
- 桐泾南路
- 广济路/石路/阊胥路/盘胥路

### 平江区、沧浪区
- 中街路/养育巷/司前街/东大街
- 人民路
- 宫巷
- 临顿路/凤凰街/带城桥路/南园路
- 莫邪路
- 东环路

### 吴中区
- 盘蠡路/苏蠡路
- 东吴北路/东吴南路
- 迎春路
- 吴东路

### 园区
- 星明街/通园路
- 星海街
- 星汉街
- 星港街
- 星湖街
- 星塘街
- 星华街
- 长阳街
- 星龙街
- 唯胜路
- 胜浦路

## 東西向道路

### 新区
- 马运路
- 华山路
- 何山路
- 邓尉路
- 金山路
- 狮山路
- 玉山路
- 竹园路
- 苏福路

### 金阊区
- 城北西路
- 北环路
- 西园路/留园路
- 枫桥路/上塘街
- 金门路
- 干将路
- 三香路

### 平江区
- 城北东路
- 平齐路
- 西北街/东北街
- 西中市/东中市/白塔西路/白塔东路
- 景德路/观前街
- 干将路

### 沧浪区
- 道前街/十梓街
- 劳动路
- 十全街/葑门路
- 胥江路/新市路/竹辉路
- 盘门路/南门路
- 南环路-

### 园区
- 苏虹西路/苏虹东路
- 现代大道
- 中新路
- 金鸡湖路
- 苏胜路
- 机场路
- 新机场路

### 吴中区
- 吴中西路/吴中东路
- 宝带西路/宝带东路
- 太湖西路/太湖东路
- 石湖西路/石湖东路
- 澄湖西路/澄湖东路